# Shirley Chambers
Shirley Chambers (Seattle, 20 de diciembre de 1913 – Los Ángeles, 11 de septiembre de 2011) fue una actriz estadounidense, muy activa en la década de los 30. Fue muy conocida con papeles de 'rubia tonta' en comedias musicales. 

## Biography
Chambers nació en Seattle y fue al Huntington Park High School donde paritcipó en diferentes concursos de talentos antes de entrar en el mundo del cine. Fue descubierta por el agente de prensa Harry Reichenbach. Hizo muchoas películas en la década de los 30, pero se retiraría en 1939. In 1935, Chambers married Horace D. Moulton, who was in the United States Navy.

## Filmografía
| Año  | Título en español         | Título original      | Director             | Personaje                     |
| ---- | ------------------------- | -------------------- | -------------------- | ----------------------------- |
| 1930 | Whoopee!                  | Thornton Freeland    | Chica Goldwyn        |                               |
| 1931 | Su majestad el amor       | Her Majesty, Love    | William Dieterle     | [ 7 ]                         |
| 1932 | Caballero por un día      | Union Depot          | Alfred E. Green      | Ayudante de la tienda de ropa |
| 1932 | Caballero por un día      | High Pressure        | Alfred E. Green      | [ 8 ]                         |
| 1932 | The Roadhouse Murder      | The Roadhouse Murder | J. Walter Ruben      | Rubia bañándose Uncredited    |
| 1932 | Torero a la fuerza        | The Kid from Spain   | Leo McCarey          | Chica Goldwyn Uncredited      |
| 1932 | The Half-Naked Truth      | The Half-Naked Truth | Gregory La Cava      | Gladys aka Ella Beebee        |
| 1933 | La calle 42               | 42nd Street          | Lloyd Bacon          | Chica del coro                |
| 1933 | Vampiresas 1933           | Gold Diggers of 1933 | Mervyn LeRoy         | Gold Digger                   |
| 1933 | Diplomanías               | Diplomaniacs         | William A. Seiter    | Pasajera del barco            |
| 1933 | Melodía en azul           | Melody Cruise        | Mark Sandrich        | Vera                          |
| 1933 | Gloria de un día          | Morning Glory        | Lowell Sherman       | Mujer en la fiesta            |
| 1933 | Alma de bailarina         | Dancing Lady         | Robert Z. Leonard    | Chica del coro                |
| 1934 | Viva Villa!               | Viva Villa!          | Jack Conway          | Mujer de la manicura          |
| 1934 | Private Scandal           | Private Scandal      | Ralph Murphy         | Señorita Belle Orrington      |
| 1934 | La viuda alegre           | The Merry Widow      | Ernst Lubitsch       | Maxim Girl Uncredited         |
| 1934 | By Your Leave             | By Your Leave        | Lloyd Corrigan       | Merle                         |
| 1935 | Mi novia está a bordo     | Vagabond Lady        | Sam Taylor           | Secretaria de John            |
| 1935 | Calm Yourself             | Calm Yourself        | George B. Seitz      | Joan Vincent                  |
| 1937 | Nació para rey            | Fit for a King       | Edward Sedgwick      | Invitada de la rececpión      |
| 1937 | El último gángster        | The Last Gangster    | Edward Ludwig        | Rubia en el trampolín         |
| 1937 | La reina de Nueva York    | Nothing Sacred       | William A. Wellman   | Lady Godiva                   |
| 1939 | Mujeres                   | The Women            | George Cukor         | Mujer en el baño              |
| 1939 | Lo que el viento se llevó | Gone with the Wind   | Victor Fleming       | Mujer de Belle                |
| 1947 | The Homestretch           | The Homestretch      | H. Bruce Humberstone | Invitada                      |